# 箴言第31章
《箴言》第31章是《希伯来圣经·箴言》的最后一章，经文描述“才德的妇人”应当是勤劳，并且忠实于自己的丈夫。
该章的10到31节被称为“Eishes Chayil”。这是对好妻子的赞扬，犹太教对一个完美妻子或“理想的女人”的定义。传统上， Eishes Chayil被认为是所罗门王所写，许多著名的神学家继续坚持这一信念。但是，一些高等批评学者认为是后来添加的谚语。
在一些犹太家庭，在星期五晚上的安息日晚餐，要背诵本章。有人认为这表示丈夫向他妻子的赞扬。也有人认为，箴言31章的儿子是所罗门王，接受自己的妻子的劝告。其實，箴言31章是所羅門回憶自己母親拔示巴作為賢婦的美德。
‎（chayil）一词出现在该章的10到29节，被认为是好女人性格的概要。传统上它已被翻译“美德”或“高贵” 。有学者认为它是指“强有力的”、“强大”或“英勇”，因为这个词在圣经中几乎完全是用于有关战争。